# طيطونيات
الطُّيطونيَّات أو بوم الحظيرة (الاسم العلمي: Tytonidae) فصيلة من فصيلتي رتبة البوميات، إذ تضم رتبة البوميات فصيلتين فقط، هما فصيلة الطُّيطونيَّات وفصيلة البوم الحقيقي.
تتميز بوم الحظيرة برأسها العريض الذي على شكل قلب، وهي طيور طويلة الساق، قوية القدمين، منها 20 نوعا في معظم أرجاء النصف الجنوبي من الكرة الأرضية، وشمال أمريكا، وأوروبا، إلا أنها غائبة عن معظم القارة الآسيوية. عدا نوعا واحدا منها يوجد في الجزيرة العربية.

## الأنواع
هناك 16 نوعاً حياً من الطُّيطونيَّات، معظمها غير مشهور، وهناك خمسة أنواع من بومات الحظائر مهددة بالانقراض، وهناك أنواع انقرضت في عصر هولوسين أو قبل ذلك. الهامات بشكل عام من الحيوانات الليلية، وهي طيور غير مهاجرة، وتعيش منفردة أو على شكل أزواج.
- جنس الطيطونية

1. بومة سخامية كبرى Tyto tenebricosa
2. بومة سخامية صغرى Tyto multipunctata
3. بومة أسترالية مقنعة Tyto novaehollandiae
4. بومة ذهبية مقنعة Tyto aurantia
5. بومة صغرى مقنعة Tyto sororcula
6. بومة يد مقنعة Tyto manusi
7. بومة تالايابو مقنعة Tyto nigrobrunnea
8. بومة ميناهاسا مقنعة Tyto inexspectata
9. بومة سولاوسي مقنعة Tyto rosenbergii
10. هامة أو بومة مصاصة Tyto alba
11. بومة رمادية الوجه Tyto glaucops
12. بومة حمراء Tyto soumagnei
13. بومة أعشاب إفريقية Tyto capensis
14. بومة أعشاب شرقية Tyto longimembris

- جنس Phodilus

1. بومة خليجية شرقية Phodilus badius
2. بومة كونغو خليجية Phodilus prigoginei

## مقالات ذات علاقة
- بومة أم قويق
- بومة أذناء صغيرة